# Лютий 2000
Лютий 2000 — другий місяць 2000 року, що розпочався у вівторок 1 лютого та закінчився у вівторок 29 лютого.

## Події
- 6 лютого — Тар'ю Галонен обрано першим президентом-жінкою Фінляндії.
- 19 лютого — 25-та церемонія вручення нагород премії «Сезар».